# プルートの悩み
『プルートの悩み』（プルートのなやみ、原題：Lend a Paw）は、ウォルト・ディズニー・プロダクション（現：ウォルト・ディズニー・カンパニー）が制作したアニメーション短編映画作品。公開は1941年10月3日。
作品中ではミッキーマウスの短編映画シリーズと表示され、そのように扱う資料も存在するが、公式にはプルートの短編映画シリーズとして扱われている。
1933に公開された短編『ミッキーの愛犬プルート』（Mickey's Pal Pluto）のリメイク版。「テイルワガー・ファンデーション」という団体に捧げられた作品である旨がタイトルカードに記されている。また、1941年アカデミー短編アニメ賞受賞作である。

## あらすじ
ミッキーの家の付近にも雪が積もり、季節はすっかり冬。プルートが家の回りを散歩していると、なにやら動物の鳴き声が聞こえてきた。プルートが鳴き声のするほうを見やると、川を流れる氷の上にうごめく袋が。プルートが川から袋を助け上げると、袋の中から子猫が現れた。子猫が疎ましいプルートは子猫を置いてその場を去り家に帰るが、子猫はプルートのあとを追いかけて家の中に入ってきてしまった。
ミッキーの元に帰ったプルートだが、ミッキーが可愛がり始めたのはプルートではなく子猫の方だった。ミッキーはプルートの皿を使って子猫にミルクまで与え始め、その可愛がられようにプルートは子猫に嫉妬し始める。プルートの中に子猫を溺死させてしまえという悪意が目覚めるが、それを実行に移させようとするプルートの悪意の悪魔と、それを阻止せんとするプルートの良心の天使が戦い始めた。

## キャスト
| キャラクター   | 原語版               | ポニー・バンダイ版 | BVHE旧版     | BVHE新版     |
| -------------- | -------------------- | ------------------ | ------------ | ------------ |
| ミッキーマウス | ウォルト・ディズニー | 土井美加           | 納谷六朗     | 青柳隆志     |
| プルート       | ピント・コルヴィック | 原語音声流用       | 原語音声流用 | 原語音声流用 |
| 悪魔のプルート | ?                    | 内田稔             | 郷里大輔     | 小形満       |
| 天使のプルート | ?                    | 久保田民絵         | 中尾隆聖     | 小形満       |

## スタッフ
| 製作   | ウォルト・ディズニー                                                      |
| 音楽   | リー・ハーライン                                                          |
| 原画   | ノーマン・テート、ジョージ・ニコラス、ケン・ムース、エリック・ガーニー 他 |
| 助監督 | ドン・A・ダックウェル                                                     |
| 監督   | クライド・ジェロニミ                                                      |

## 日本での公開

### 収録
- 『アカデミー賞短編集』（VHS、ポニー・バンダイ） - 『プルートのなやみ』のタイトルで収録。
- 『ミッキー ザ・グレーテスト・ヒッツ』（VHS、ブエナ ビスタ ホーム エンターテイメント） - 『プルートのなやみ』のタイトルで収録。
- 『ディズニーのウィンター・ワンダーランド』（VHS・DVD、ブエナ ビスタ ホーム エンターテイメント） - 『プルートのなやみ』のタイトルで収録。
- 『プルート DVD BOX』（DVD、宝島社） - 『プルートの悩み』のタイトルで収録。